# Italo Giulio Caiati
Italo Giulio Caiati (Bitonto, 12 gennaio 1916 – Roma, 8 giugno 1993) è stato un politico italiano.

## Biografia
Laureato in lettere e professore universitario di filosofia e pedagogia, fece politica con la Democrazia Cristiana partecipando coi partigiani bianchi alla Resistenza antifascista e venendo eletto deputato all'Assemblea Costituente: con lo Scudo Crociato rimase in Parlamento dal 1946 al 1983.
Presidente dell'Acquedotto Pugliese (1947-1953) e sottosegretario dal 1957 al 1963: al Ministero delle Poste e Telecomunicazioni nel governo Zoli (1957-1958), al Ministero della Marina Mercantile nel II Governo Fanfani e al Ministero della Difesa nel II Governo Segni e nel terzo governo Fanfani; svolse l'incarico di Ministro senza portafoglio per gli interventi straordinari nel Mezzogiorno e nelle zone depresse del Centro-Nord nel II Governo Leone e nel primo governo Andreotti, e dei problemi della gioventù nel secondo governo Andreotti.
L'obiettivo del suo impegno politico fu la rinascita economica, civile e sociale del Mezzogiorno. In particolare lo sviluppo industriale di Brindisi è frutto della sua opera.
A lui è dedicata la sala del Consiglio Comunale di Brindisi.